# Landesamt für Arbeitsschutz, Soziales und Gesundheit

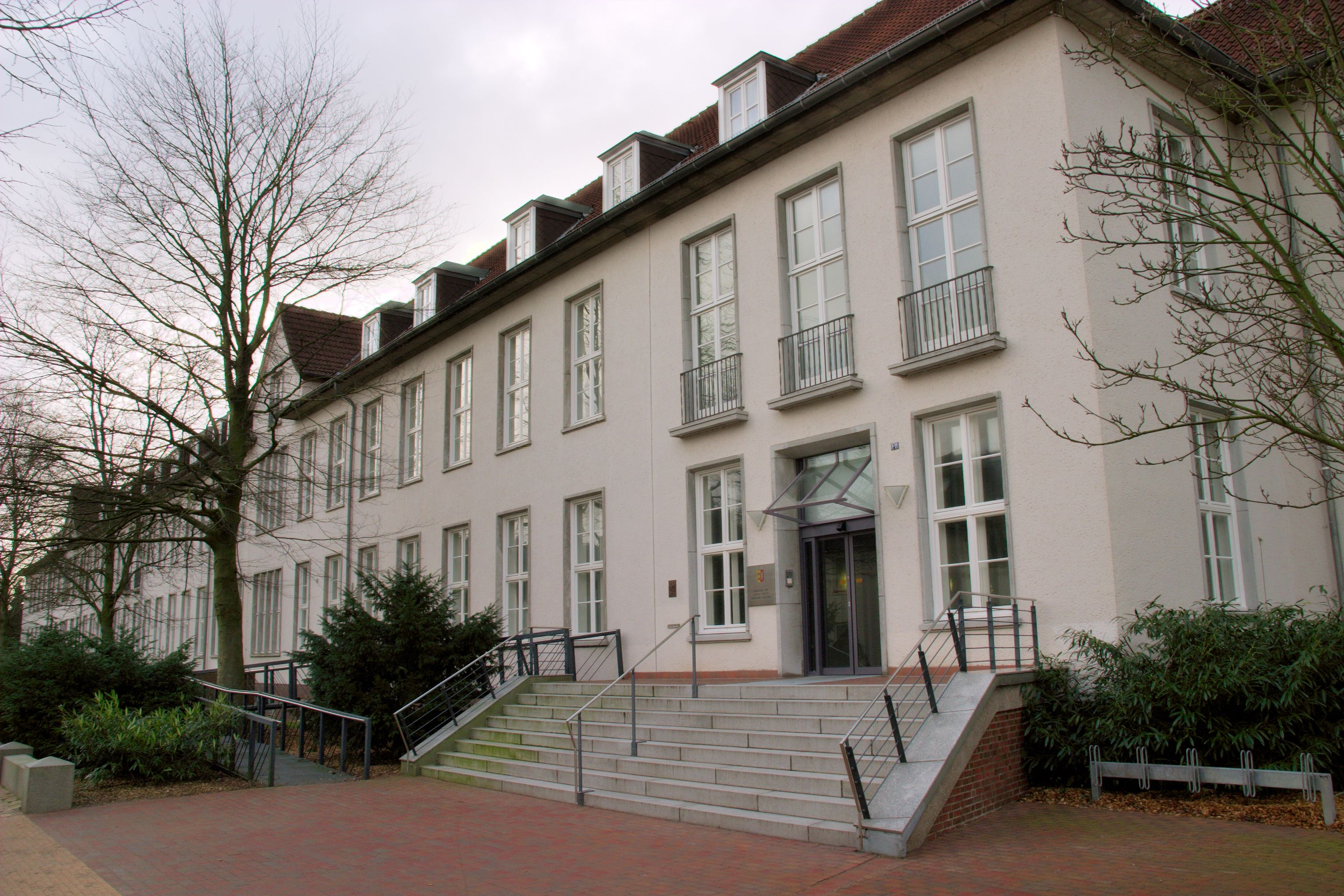
Zentrale des Landesamtes für Arbeitsschutz, Soziales und Gesundheit in Neumünster

Das Landesamt für Arbeitsschutz, Soziales und Gesundheit (LASG) ist eine Landesoberbehörde des Landes Schleswig-Holstein. Die Vorgängerbehörde, das Landesamt für soziale Dienste, ist 1998 nach Umstrukturierung aus den Versorgungsämtern des Bundeslandes hervorgegangen. Sitz der Behörde ist Neumünster, es gibt weitere Standorte in Heide, Kiel, Lübeck, Itzehoe und Schleswig.
Am 1. Juli 2025 wurde die Staatliche Arbeitsschutzbehörde des Landes Schleswig-Holstein in das Landesamt für soziale Dienste integriert und bildet mit ihm zusammen nun das LASG.

## Organisation
Zum Landesamt gehören etwa 520 Mitarbeiterinnen und Mitarbeiter. Die Behörde ist dem Ministerium für Soziales, Jugend, Familie, Senioren, Integration und Gleichstellung des Landes Schleswig-Holstein zugeordnet.

## Aufgaben
Zu den Aufgabenbereichen zählen u. a.
- die Durchführung des Sozialen Entschädigungsrechts
- die Zahlung des Elterngeldes (bis Dezember 2006 Bundeserziehungsgeld) und des Kita-Geldes[7]
- Feststellung von Art und Ausmaß der Behinderungen im Sinne des Schwerbehindertenrechts
- Leistungsgewährung für Opfer von Gewalttaten nach dem Opferentschädigungsgesetz
- Überwachung von Betrieben und Institutionen, die am Verkehr mit Arzneimitteln teilnehmen (Arzneimittelrecht)
- Überwachung der Sicherheit beim Inverkehrbringen von Medizinprodukten
- Durchführung von Prüfungen und Erteilung von Berufserlaubnissen bestimmter akademischer Heilberufe und Gesundheitsfachberufe
- die Anmeldung als Prostituierte/Prostituierter nach dem Prostituiertenschutzgesetz (ProstSchG)[8]
- der staatliche Arbeitsschutz
- die Zahlung von Entschädigungsleistungen nach dem Infektionsschutzgesetz[9]